# Dubînove, Bârzula
Dubînove (în ucraineană Дубинове) este un sat în comuna Savran din raionul Bârzula, regiunea Odesa, Ucraina.

## Demografie
Componența lingvistică a localității Dubînove
     Ucraineană (95,64%)
     Rusă (3,29%)
     Alte limbi (0,98%)
Conform recensământului din 2001, majoritatea populației localității Dubînove era vorbitoare de ucraineană (95,64%), existând în minoritate și vorbitori de rusă (3,29%).